# Nadejda Ladyguina-Kohts
Nadejda Ladyguina-Kohts, née le 18 mai 1889 à Penza et morte le 3 septembre 1963 à Moscou, est une psychologue animalière, connue pour son travail de comparaison entre le comportement des chimpanzés et celui des humains. Elle est l'auteure de plusieurs livres sur le comportement des grands singes, et a été co-directrice avec son mari Alexander Kots du premier musée d'histoire naturelle de Russie, le musée Darwin.

## Biographie
Son père était professeur de musique. Elle épouse le zoologiste Alexander Kots, le couple a un fils
En 1935 elle publie une étude comparative du comportement d'un singe et d'un enfant. Elle décrit les capacités cognitives et émotionnelles de Joni, un petit chimpanzé, et Roody son fils. Joni meurt prématurément en 1916. Elle soutient une thèse de doctorat en 1941.

## Publications
- (en) Nadejda Ladyguina-Kohts, Infant Chimpanzee and Human Child, édité par  Frans B. M. de Waal (Oxford University Press, Oxford, 2002)[8]
- 1923 : Issledovanie poznavatel'nych sposobnostej šimpanze. Moskva [u.a.] Gosud. Izdat.
- (de) 1923 : Untersuchungen über die erkenntnisfähigkeiten des schimpansen aus dem Zoopsychologischen laboratorium des Museum Darwinianum in Moskau
- 1928 : Prisposobitelʹnye motornye navyki makaka v uslovi︠a︡kh ėksperimenta: k voprosu o "trudovykh prot︠s︡essakh" nizshikh obezʹi︠a︡n

## Distinctions
- Ordre de Lénine
- Scientifique émérite de la RSFS de Russie